# Autorité de régulation des technologies de communication
L'Autorité de Régulation des Technologies de Communication (ARTEC) est un établissement public à caractère industriel et commercial (EPIC) chargé de la régulation du secteur des télécommunications et TIC à Madagascar. Elle est située à Antananarivo, capitale de Madagascar.

## Histoire
Créée par la loi no 96-034 pour libéraliser le secteur des télécommunications et dans l'objectif d’assurer les fonctions de régulation pour un développement serein des activités des opérateurs, elle entre véritablement en fonction en 1996 sous le nom de Office Malagasy d’Etudes et de Régulation des Télécommunications (OMERT).
Le 01er Avril 2015, dans une logique d’autonomie et d’autorité dans la régulation des marchés, l'Autorité de Régulation des Technologies de Communication (ARTEC) voit le jour avec la promulgation de la loi no 2005-023 et l'entrée en vigueur du décret no 2006-213 instituant l'ARTEC.
Par ailleurs, il est important de noter que Madagascar est membre de l'Union Internationale des Télécommunications depuis 1961, et y est représenté par l'ARTEC.

## Organisation
Les organes de l'ARTEC sont :
- le Conseil d'Administration[3] qui est appuyé par une Cellule de stratégie dans l’élaboration de la stratégie et le suivi des activités de la Direction Générale;
- la Direction Générale

## Statut juridique de l'ARTEC
L'ARTEC est un établissement public à caractère industriel et commercial (EPIC) sous tutelle technique du Ministère du Développement Numérique, de la Transformation Digitale, des Postes et des Télécommunications et dont la tutelle financière est représentée par le Ministère de l'Economie et des Finances de Madagascar.

## Missions
Les missions de l'ARTEC sont celles prévues par la Loi no 2005-023 du 17 octobre 2005 notamment en son article 34. Elle est notamment chargée de :
- Octroyer les licences, établir les cahiers des charges relatifs, recevoir les déclarations et délivrer les agréments des terminaux à la suite de contrôles de conformité effectués en amont et en aval.
- Proposer au ministère de tutelle les projets de textes législatifs et règlementaires visant à définir, à compléter ou à modifier le cadre juridique ou économique dans lequel s’exercent les activités de télécommunications et TIC.
- Étudier et saisir les opportunités de développement du secteur par le biais de participation à des événements internationaux, d’adhésion à des organismes nationaux ou internationaux ou encore par l’expérimentation de nouveautés technologiques.
- Mettre à disposition les ressources nécessaires aux opérateurs pour le développement de leurs activités: gestion du spectre des fréquences radioélectriques, attribution des points hauts, établissement du plan de numérotation.
- Veiller à ce que tous les opérateurs du secteur respectent la règlementation en vigueur et exécutent les cahiers des charges auxquels ils se sont engagés[7].
- Protéger les intérêts des consommateurs et des citoyens en tant qu’usagers des services de télécommunications et TIC[8]
- Assurer l’harmonisation des relations entre opérateurs du secteur en vue de créer un climat sain et loyal pour le développement des télécommunications et des TIC.